# Chủ nghĩa đa văn hóa

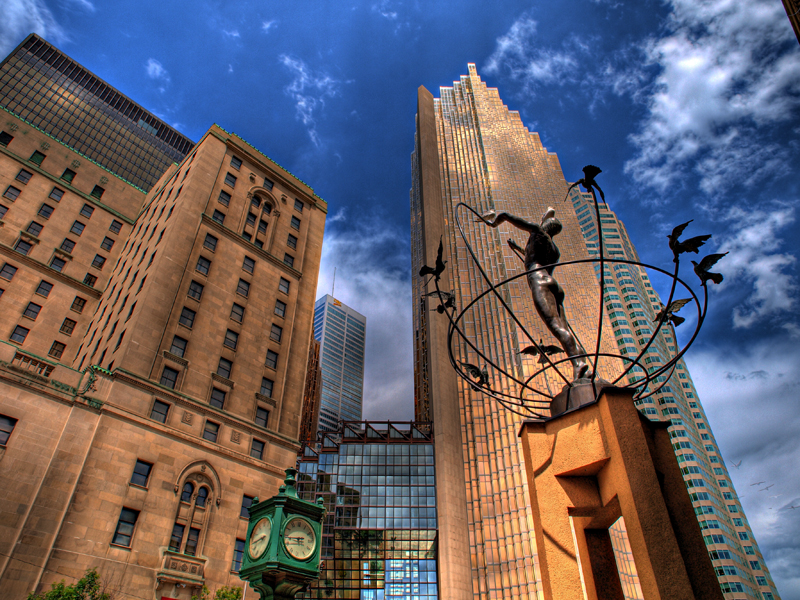
Tượng đài đa văn hóa của Francesco Perilli tại Toronto, Ontario, Canada. Bốn tác phẩm điêu khắc giống hệt nhau được đặt tại Buffalo City, Nam Phi; Trường Xuân, Trung Quốc; Sarajevo, Bosnia và Sydney, Australia.

Chủ nghĩa đa văn hóa là sự tồn tại của nhiều truyền thống văn hoá trong một quốc gia, thường được coi là gắn liền về văn hoá với các nhóm sắc tộc người bản địa và ngoại nhập. Điều này có thể xảy ra khi một khu vực được tạo ra hoặc mở rộng bằng cách hợp nhất các khu vực có hai hoặc nhiều nền văn hoá khác nhau (ví dụ: Canada thuộc Pháp  và Canada thuộc Anh) hoặc thông qua nhập cư từ các khu vực pháp lý khác nhau trên khắp thế giới (v.d. Hoa Kỳ, Australia, Canada, Brazil, Vương quốc liên hiệp Anh, New Zealand, và nhiều quốc gia khác).
Các ý thức hệ và chính sách đa văn hoá khác nhau rất nhiều, từ việc vận động ngang hàng đối với các nền văn hoá khác nhau trong xã hội, các chính sách thúc đẩy duy trì sự đa dạng văn hoá, với các chính sách mà người dân của các sắc tộc và tôn giáo khác nhau được nhà cầm quyền thực hiện khi các nhóm người này định danh.
Chủ nghĩa đa văn hóa khuyến khích duy trì sự khác biệt của nhiều nền văn hoá thường đối nghịch với các chính sách hòa nhập khác như hội nhập xã hội, đồng hoá văn hoá và phân chia chủng tộc. Chủ nghĩa đa văn hóa đã được mô tả như là một "bát trộn salad" và một "bức tranh khảm văn hoá".
Hai chiến lược khác nhau và dường như không nhất quán đã được phát triển thông qua các chính sách và chiến lược khác nhau của chính phủ. Chiến lược đầu tiên tập trung vào sự tương tác và truyền thông giữa các nền văn hoá khác nhau; cách tiếp cận này cũng thường được gọi là chủ nghĩa liên văn hóa. Điểm thứ hai tập trung vào tính đa dạng và độc đáo về văn hoá mà đôi khi có thể gây ra cạnh tranh về văn hoá giữa các việc làm trong số những thứ khác và có thể dẫn đến xung đột sắc tộc. Sự cô lập về văn hoá có thể bảo vệ tính độc đáo của nền văn hoá địa phương của một quốc gia hoặc khu vực và cũng góp phần vào sự đa dạng văn hoá toàn cầu. Một khía cạnh chung của nhiều chính sách theo cách tiếp cận thứ hai là họ tránh trình bày bất kỳ giá trị cộng đồng dân tộc, tôn giáo, hoặc văn hoá cụ thể nào như là trung tâm.